# A Pobra do Caramiñal
A Pobra do Caramiñal – gmina w Hiszpanii, w prowincji A Coruña, w Galicji, o powierzchni 32,51 km². W 2011 roku gmina liczyła 9664 mieszkańców.